# Antonio Joseph (futbolista)
Antonio Joseph (Vieux Fort, Santa Lucía, 8 de septiembre de 1996) es un futbolista santalucense que juega como mediocampista en el Platinum FC de la División de Oro de Santa Lucía. Es internacional con la selección de fútbol de Santa Lucía.

## Carrera

### Clubes
| Club                     | País              | Año       |
| ------------------------ | ----------------- | --------- |
| Platinum FC              | Santa Lucía       | 2014-2015 |
| Morvant Caledonia United | Trinidad y Tobago | 2015-2016 |
| Vieux Fort South         | Santa Lucía       | 2016-2017 |
| Uptown Rebels SC         | Santa Lucía       | 2018-2019 |
| Grenades FC              | Antigua y Barbuda | 2019-2020 |
| Platinum FC              | Santa Lucía       | 2020-     |

### Selección nacional
Debutó internacionalmente el 28 de junio de 2017 en un amistoso contra San Vicente y las Granadinas.
El 16 de noviembre de 2019, Joseph anotó su primer gol con Santa Lucía contra la República Dominicana en la victoria por 1-0 en la Liga de Naciones de CONCACAF.

#### Goles internacionales
| N.º | Fecha                   | Sede                                                   | Adversario           | Gol  | Resultado | Competencia                         |
| --- | ----------------------- | ------------------------------------------------------ | -------------------- | ---- | --------- | ----------------------------------- |
| 1.  | 16 de noviembre de 2019 | Campo de críquet Darren Sammy, Gros Islet, Santa Lucía | República Dominicana | 1 –0 | 1-0       | 2019-20 CONCACAF Liga de Naciones B |